# عوبدیا ابو عیسی یهودی
عوبدیا ابو عیسی یهودی خیاطی اصفهانی بود که ادعای مسیح بودن داشت و در اواخر حکومت امویان دست به قیام نافرجامی در برابر دستگاه خلافت زد. عوبدیا موسی، عیسی و محمد را به پیامبری شناخت و دست به تغییرات بنیادینی در دین یهود زد. وی به تدریج یهودیان اصفهان نقاط دیگر را با خود همراه ساخت و قیامی به راه انداخت. ده هزار یهودی تیغ به کف گرفتند و در رکاب عوبدیا به مبارزه پرداختند. در آخر سپاه خلیفه مداخله کرد و عوبدیا در نبرد با سپاه خلیفه کشته شد قیام شکست خورد و تمامی یهودیان اصفهان بی استثنا به سختی مجازات شدند.